# StG 44
Sturmgewehr 44 (StG44) var et stormgevær udviklet i Tyskland under 2. verdenskrig og var det første af sin slags, der fik større udbredelse. StG44-geværet er også kendt som Maschinenpistole 44 (MP44) og Maschinenpistole 43 (MP43), hvilke var tidlige versioner af samme våben.